# روزکوش (ناحیه زنویمو)
روزکوش (به چکی: Rozkoš) یک منطقهٔ مسکونی در جمهوری چک است که در ناحیه زنویمو واقع شده‌است. روزکوش ۱۲٫۲۶ کیلومتر مربع مساحت و ۱۸۶ نفر جمعیت دارد و ۴۱۱ متر بالاتر از سطح دریا واقع شده‌است.